# VIU-55 Munja
VIU-55 Munja (serbe : Муња, allumé. 'lightning') est un véhicule de génie de combat produit par la Serbie. VTI a réalisé la conception du véhicule du génie polyvalent Munja et l'Institut de révision technique "Čačak" a construit le véhicule. L'idée principale était de convertir le char T-55, en utilisant sa structure principale et ses sous-systèmes et en ajoutant de nouveaux composants, équipements et dispositifs pour créer un véhicule à des fins entièrement différentes. La bonne capacité de progression en tout-terrain et la protection balistique du char T-55 ont été conservées, tandis que l'équipement et l'armement du génie ont été réaménagés. À partir de 2004, environ 210 de ces véhicules ont été produits. C'était le premier véhicule blindé du corps du génie serbe, équipé d'un équipement spécial du génie et d'un armement respectable appartenant aux conceptions les plus modernes de ce type.

## Aperçu
Il est conçu pour franchir les obstacles naturels et artificiels, bloquer, fortifier et réparer les routes et pour le transport en toute sécurité des équipes et du matériel du génie dans des conditions de combat. Les concepteurs de VTI ont judicieusement aménagé l'hébergement pour 8 membres de l'équipage (2 membres permanents - conducteur et commandant adjoint, également mitrailleur du lance-grenades automatique AGS 30 mm et 7,62 mm et une troupe de 6 membres - commandant et section de cinq). Un espace est également prévu pour les ensembles d'équipements du génie, pour le montage de la coupole du commandant et du tireur et de l'équipement associé.
L'espace nécessaire pour accueillir le personnel et les ensembles d'équipements spéciaux a été obtenu en retirant la tourelle du char, en coupant une section de la plaque de toit de la coque et en réaménageant la superstructure composée de plaques de blindage et de tôles qui offrent une protection balistique adéquate de l'équipage et de l'équipement à bord. Les plaques d'armure font jusqu'à 25 mm d'épaisseur et montées de manière à fournir une protection balistique de contre des balles de calibre 12,7 mm. La plaque de toit horizontale de la superstructure est composée de plusieurs sections pour fournir les trappes nécessaires. Des ouvertures sont prévues pour le montage des coupoles du commandant et du mitrailleur, deux trappes d'accès et d'évacuation pour la section du génie, des trous pour l'antenne du poste radio, un périscope rotatif, une couverture de conducteur, un port de ravitaillement et deux ports de guet (pour l'observation et pour le tir d'armes personnelles). Pour effectuer des tâches d'ingénierie, une lame réservoir est montée à l'avant, équipée d'un moteur électrique, d'une pompe et d'un système hydraulique. La lame est une unité autonome et l'assemblage peut être fait rapidement et facilement fixée à la coque.

## Armement
La puissance de feu du véhicule se compose d'un lance-grenades automatique 30 mm et un fusil-mitrailleur de calibre 7,62 mm. Le concept du véhicule permet le montage d'une tourelle composée d'un canon de calibre 30 mm, fusil-mitrailleur de calibre 7,62 mm, ATGM et lance-grenades automatique 30 mm avec système de contrôle de tir optoélectronique approprié. Une protection NRBC est installée sur le véhicule. Celle-ci est automatiquement activée en cas d'onde de choc nucléaire.

## Protection
Le Munja a été conçu pour une protection dans toutes les gammes du spectre électromagnétique (visuel, infrarouge proche, radar et parties thermiques du spectre). Pour le masquage et le brouillage des projectiles guidés, le véhicule est équipé d'un lanceur de bombes fumigènes et d'un panneau de commande identiques à ceux montés sur les chars M-84. Les lanceurs de charge de fumée sont montés dans la partie avant des rails recouvrant les plaques. Le Munja intègre tous les équipements nécessaires à des missions de combat d'ingénierie spécifiques (franchissement d'obstacles artificiels, réalisation de barrières, réalisation de routes et fortification). Grâce à un système de positionnement moderne, le Munja peut être suivi sur une carte virtuelle tandis qu'un logiciel nouvellement développé permet l'utilisation de technologies informatiques avancées dans l'exécution des travaux d'ingénierie.
Parallèlement au développement du Munja, les unités du génie ont reçu des ensembles d'équipement de combat spécialisé qui se classent également parmi les meilleurs de cette catégorie. Pour éviter les explosions de carburant et les incendies qui en résultent en cas de pénétration du blindage, un système de prévention des explosions de carburant et des incendies a été installé. Il est autonome, muni de capteurs UV et IR avec un temps de détection et d'activation.

## Mobilité
La mobilité du véhicule du génie Munja est au niveau du T-55, mais elle pourrait être encore améliorée par la modernisation d'un moteur plus puissant et d'une transmission moderne, en particulier du bloc d'alimentation modulaire MPG-780 avec le moteur développant 580 kW. Le bloc d'alimentation est remplaçable sur le terrain.

## Capacités opérationnelles
Le véhicule du génie à usage général Munja peut être utilisé dans les missions de maintien de la paix et humanitaires. Le modèle existant représente la base du développement d'une famille de véhicules de combat blindés à chenilles ; en particulier d'un véhicule blindé de transport de troupes possédant un niveau considérablement plus élevé de protection balistique complète par rapport aux APC et IFV conventionnels actuels.